# Gabriele Mathes

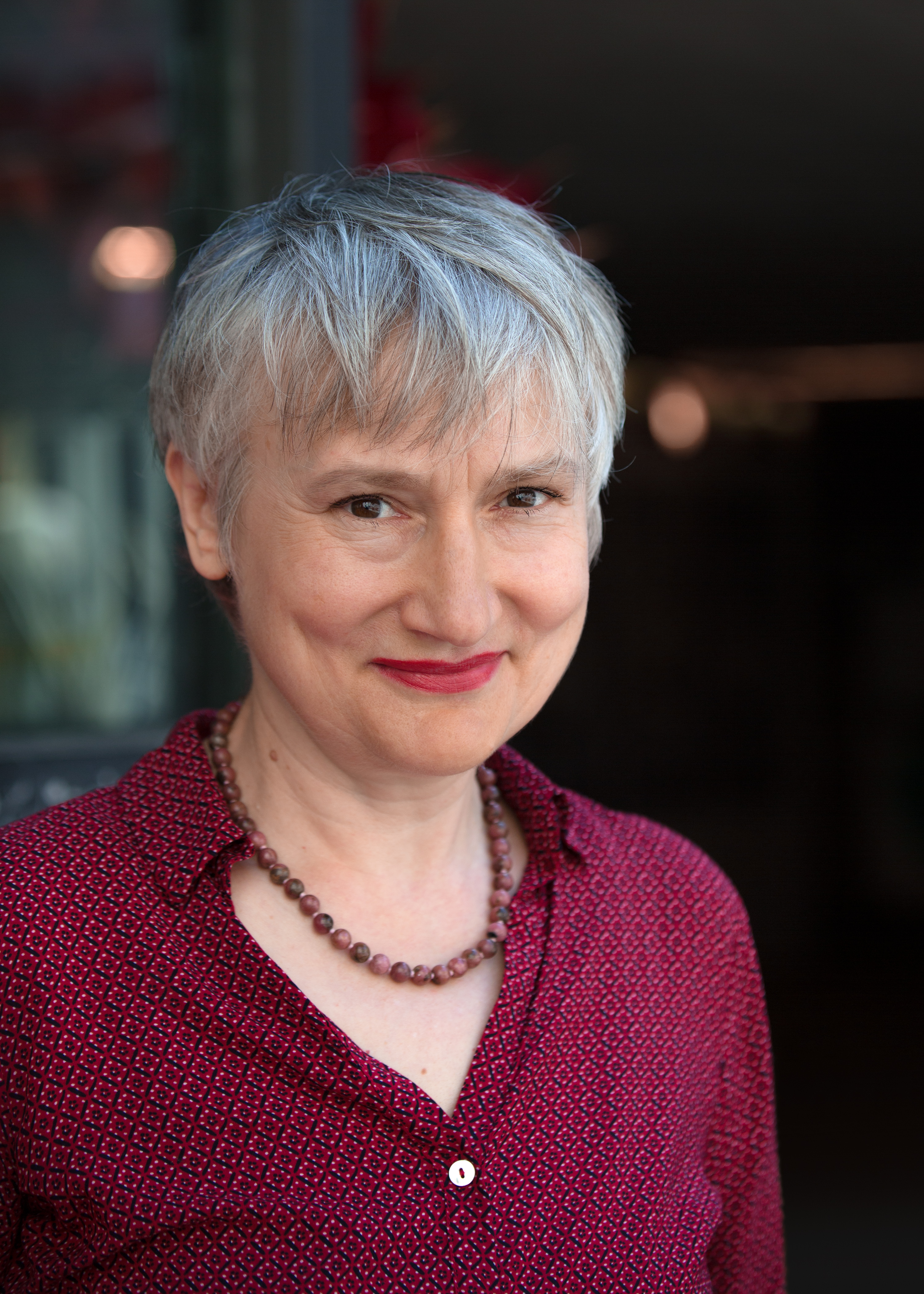
Gabriele Mathes (2016)

Gabriele Mathes (* 1960 in Wels) ist eine österreichische Filmregisseurin.

## Leben und Wirken
Gabriele Mathes studierte zunächst Anglistik, Philosophie und Kunstgeschichte. 1985 wurde sie an der Filmakademie Wien aufgenommen, wo sie bei Axel Corti und Peter Patzak Regie studierte. Ihre Kurzfilme bewegen sich zwischen verschiedenen Filmgattungen, haben einen politischen Anspruch und spielen mit dem Erzählen. Mathes ist auch als Dramaturgin beim Drehbuchforum Wien tätig. Für ihren autobiografischen Film Eine Million Kredit ist normal, sagt mein Großvater (2006) erhielt Gabriele Mathes den Preis für innovatives Kino bei der Diagonale 2006 und den New Visions Award bei cph:dox 2006. Von 2006 bis 2019 leitete Gabriele Mathes die video&filmtage, ein Kurzfilmfestival in Wien mit Filmen von Kindern und Jugendlichen. Anlässlich der Fußball-Europameisterschaft 2008 koproduzierte sie die österreichisch-schweizerische Fußball-Kurzfilmrolle Eleven Minutes. Für Flaschenpost (2012) wurde Mathes mit dem Österreichischen Kurzfilmpreis bei Vienna Independent Shorts 2012 ausgezeichnet. 2013 erhielt sie den Outstanding Artist Award für Film des Bundesministeriums für Unterricht, Kunst und Kultur.

## Filmografie
- 1988: Bist du gelähmt...?!
- 1989: I Gonna Fuck You Back to the Stoneage
- 1990: Schwerarbeit ist es auf jeden Fall!
- 1992: Alarmstufe Rot!
- 1995: Süßes Holz
- 2006: Eine Million Kredit ist normal, sagt mein Großvater
- 2008: Microwave Doping Test
- 2012: Flaschenpost
- 2015: Gefühl Dobermann
- 2023: 3 Sachen kaufen